# Meritites IV
Meritites IV (Mrj.t jt=s, "estimada del seu pare"), també coneguda com a Meritites II perquè va ser la segona reina coneguda amb aquest nom, va ser una reina egípcia de la VI dinastia. Abans es creia que era una esposa de Pepi I Merire, però avui es considera que el seu títol de "Filla del Rei Pepi-Mennefer del seu cos" (s3t-niswt-nt-kht.f-ppy-mn-nfr) indica que era filla de Pepi I i esposa d'un rei Neferkare, presumiblement Pepi II. Una prova més d'aquesta teoria és que el seu nom significa "Estimada del seu pare".
Els seus títols coneguts eren els següents:
- Gran del ceptre d'hetes
- La que veu Horus i Seth (m33t-hrw-stsh)
- Gran dels elogis (wrt-hzwt)
- Dona del Rei (hmt-nisw),
- Dona del Rei, la seva estimada (hmt -nisw meryt.f)
- Companya d'Horus (smrt-hrw).

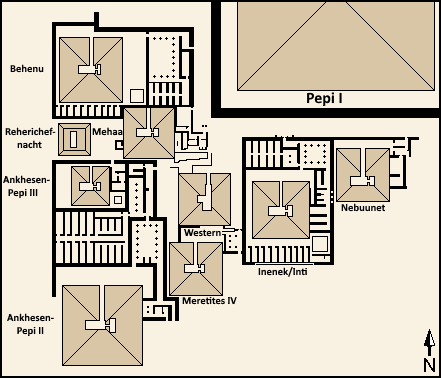
Situació de la piràmide de Meritites IV.

Meritites IV va ser enterrada a Saqqara. La seva piràmide es troba al sud de la piràmide de Pepi I i de la piràmide coneguda com la "piràmide del sud-oest", més concretament al sud-oest del complex de la reina Inenek-Inti.